# 女相続人
『女相続人』（おんなそうぞくにん、The Heiress）は、1949年のアメリカ合衆国のドラマ映画。ヘンリー・ジェイムズの1880年の小説『ワシントン広場』を原作とし、1947年にブロードウェイで舞台化された同名作品の映画化である。監督はウィリアム・ワイラー。出演はオリヴィア・デ・ハヴィランドとモンゴメリー・クリフトなど。脚本は、舞台劇と同じルース・ゲーツとオーガスタ・ゲーツの夫婦が担当した。
第22回アカデミー賞において8部門でノミネートされ、アカデミー主演女優賞（オリヴィア・デ・ハヴィランド）をはじめとする4部門で受賞した。
日本での初公開時の題は『女相續人』。

## キャスト
| 役名                       | 俳優                         | 日本語吹替          |
| 役名                       | 俳優                         | NET版               |
| -------------------------- | ---------------------------- | ------------------- |
| キャサリン・スローパー     | オリヴィア・デ・ハヴィランド | 武藤礼子            |
| モリス・タウンゼント       | モンゴメリー・クリフト       | 山内雅人            |
| オースティン・スローパー   | ラルフ・リチャードソン       | 千葉順二            |
| ラヴィニア・ペニマン       | ミリアム・ホプキンス         | 瀬能礼子            |
| マリア                     | ヴァネッサ・ブラウン         | 吉田理保子          |
| ジェファーソン・アーモンド | レイ・コリンズ               | 石森達幸            |
| マリアン・アーモンド       | モナ・フリーマン             | 坂井志満            |
| エリザベス・アーモンド     | セレナ・ロイル               | 高村章子            |
| アーサー・タウンゼント     | ポール・リーズ               | 谷口節              |
| 不明 その他                | N/A                          | 大野健              |
| 日本語版スタッフ           |                              |                     |
| 演出                       | 演出                         | 母袋博              |
| 翻訳                       | 翻訳                         | 矢田尚              |
| 効果                       | 効果                         | 赤塚不二夫          |
| 調整                       | 調整                         | 坂巻四郎            |
| 制作                       | 制作                         | グロービジョン      |
| 解説                       |                              |                     |
| 初回放送                   | 初回放送                     | 1973年 正味94分54秒 |

## 主な受賞歴

### アカデミー賞
受賞
アカデミー主演女優賞：オリヴィア・デ・ハヴィランド
アカデミードラマ・コメディ音楽賞：アーロン・コープランド
アカデミー美術監督賞 (白黒部門)：ジョン・ミーハン、ハリー・ホーナー、エミール・クーリ
アカデミー衣裳デザイン賞 (白黒部門)：イーディス・ヘッド、ジャイル・スティール
ノミネート
アカデミー作品賞
アカデミー監督賞：ウィリアム・ワイラー
アカデミー助演男優賞：ラルフ・リチャードソン
アカデミー撮影賞 (白黒部門)：レオ・トーヴァー

### ゴールデングローブ賞
受賞
女優賞：オリヴィア・デ・ハヴィランド
ノミネート
監督賞：ウィリアム・ワイラー
助演女優賞：ミリアム・ホプキンス

### ニューヨーク映画批評家協会賞
受賞
主演女優賞：オリヴィア・デ・ハヴィランド